# 인천여자중학교
인천여자중학교(仁川女子中學校)는 대한민국 인천광역시 연수구 동춘동에 있는 공립 중학교이다.

## 학교 연혁
- 1908년 4월 1일 : 인천실과학교 개교
- 1946년 9월 1일 : 인천공립여자중학교 개편(6년제)
- 1951년 8월 31일 : 인천여자중학교와 인천여자고등학교로 학제 개편
- 1961년 4월 7일 : 인일여자고등학교 병설
- 1961년 9월 30일 : 원형교사 준공
- 1970년 3월 1일 : 인일여자고등학교 분리
- 1986년 3월 1일 : 특수학급 1학급 인가
- 1998년 3월 24일 : 연수구 동춘동으로 학교 이전
- 2010년 5월 24일 : 교육과학기술부지정 예술(음악) 중점학교 지정
- 2024년 2월 16일 : 제74회 졸업(146명, 총 29,887명)
- 2024년 3월 1일 : 제28대 임성재 교장 취임
- 2024년 3월 4일 : 제76회 입학(122명)

## 참고 자료
- 인천여자중학교 - 한국교육학술정보원 학교알리미